# Proplerodia goyana
Proplerodia goyana là một loài bọ cánh cứng trong họ Cerambycidae.